# Germanium
Cet article possède des paronymes, voir Geranium, Géranium.
Le germanium est l'élément chimique de numéro atomique 32, de symbole Ge. Il possède cinq isotopes naturels, dont 76Ge, faiblement radioactif. Au moins 27 radioisotopes ont été synthétisés.
Le germanium appartient au groupe 14 du tableau périodique, c'est un métalloïde. À l'état solide il est semi-conducteur et cristallise avec la même structure que le diamant, tout comme le silicium.
La quasi-totalité du germanium est récupérée dans les fonderies de zinc (sous-produit de fusion).
Les premiers transistors avaient comme substrat le germanium.

## Histoire de sa découverte, dénomination et production

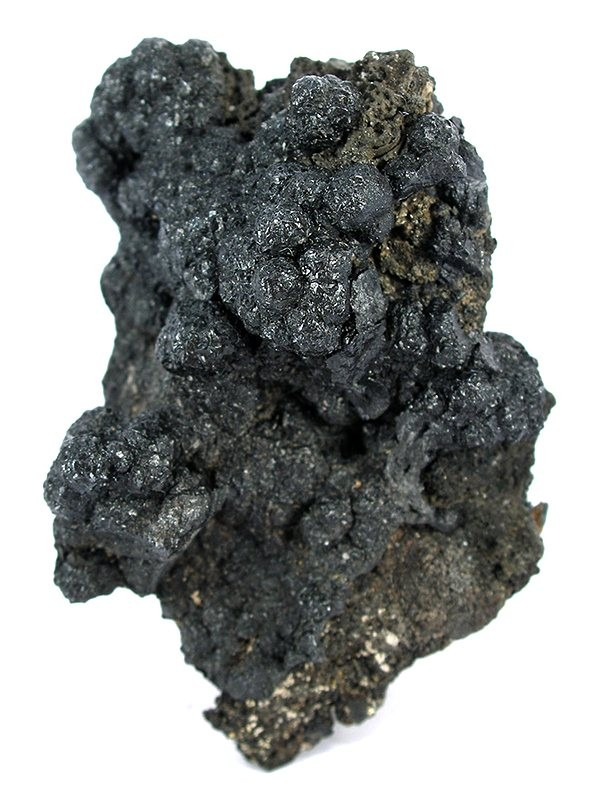
Argyrodite - Mine Himmelsfürst, Brand-Erbisdorf.

Le savant allemand Clemens Winkler a découvert le germanium le 6 février 1886. Winkler l'a isolé et identifié à partir du minéral argyrodite provenant de la mine d'argent Himmelsfürst près de Freiberg (Saxe).
En 1871, Dmitri Mendeleïev avait prévu son existence (il appela cet élément inconnu « ékasilicium Es ») et quelques-unes de ses propriétés en se fondant sur sa position sur son tableau périodique.
Winkler a nommé le nouvel élément du nom de sa patrie, par analogie avec le nom de Gallium (dérivé de Gaule) choisi par le savant français Paul-Émile Lecoq de Boisbaudran. Mais l'origine du nom du gallium est controversée. Il pourrait en effet dériver, non du pays, mais de la forme latinisée du nom de son découvreur gallus (coq, en latin) ; Winkler aurait alors été victime d'une méprise sémantique. Cette théorie est pourtant en opposition avec l'affirmation même de Paul-Émile Lecoq de Boisbaudran dans son article sur sa découverte où il affirme avoir donné ce nom à l'élément « en l'honneur de la France ».
La Société minière et métallurgique de Peñarroya a été l'un des premiers producteurs mondiaux de germanium durant toute la durée de vie de la mine de Saint-Salvy-de-la-Balme.

## Isotopes
Le germanium possède 32 isotopes connus, de nombre de masse variant de 58 à 89, ainsi que 13 isomères nucléaires. Cinq de ces isotopes sont présents dans la nature 70Ge, 72Ge, 73Ge, 74Ge et 76Ge, ce dernier étant très légèrement radioactif, se désintégrant par double désintégration bêta en sélénium 76 avec une demi-vie de 1,78 × 1021 années (130 milliards de fois l'âge de l'univers). L'isotope stable 74Ge est le plus commun, avec une abondance naturelle d'environ 36 %, le moins commun étant 76Ge (environ 7 %)

## Gisement
Le germanium peut être trouvé en beaucoup d'endroits. Actuellement, il est récupéré comme sous-produit à partir de minerais de zinc sphalérite (formule chimique du minéral : ZnS, cubique).
Il est présent dans la germanite (qui en contient jusqu'à 9 %, cubique), la reniérite (tétragonale), l'argyrodite (4Ag2S · GeS2, soit Ag8GeS6, orthorhombique) et dans d'autres minerais, qui ne sont pas exploités.
C'est un élément rare, sa teneur dans la croûte terrestre est très faible, environ 1,5 ppm,. On le trouve à l'état de traces dans les cendres de certains types de charbon (nommés « vitrain » (en)) après affinage de ceux-ci. En France, il est aussi présent dans des filons Pb-Zn.
La production mondiale, en 2004, était estimée à 40 t (Chine, USA, etc.). La Chine produisait en 2006 grâce à sa production de charbon, 79 % de l'approvisionnement mondial,.
Le tétrachlorure de germanium (un liquide volatil qui bout à 86 °C et peut être distillé) est un intermédiaire pour la purification du germanium métal ou de son oxyde, GeO2. La technique permet la production de germanium d'ultra-haute pureté. Des techniques d'affinage de zone ont conduit à la production de germanium cristallin pour semi-conducteur de pureté 10−9 : 99,999 999 99 % (seulement 0,1 ppb d'impureté).

## Applications
En 2007, les applications principales étaient la fabrication de fibres optiques (35 %), l'optique dans le domaine de l'infrarouge (20 %), les catalyseurs (20 %), l'électronique (15 %) et certains types de cellules photovoltaïques.

Dans les années 1980, le germanium était considéré comme l'une des huit matières premières stratégiques indispensables en temps de guerre comme en temps de paix.

### Électronique

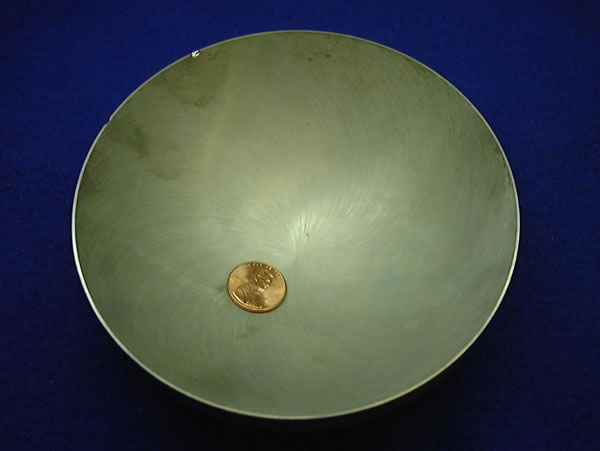
Bol en germanium.

L'effet transistor a été observé en 1948 dans du germanium. Il a servi de substrat semi-conducteur jusqu'à ce que le silicium prenne sa place, vers les années 1970. Des transistors au germanium sont encore employés dans les années 2020 comme composants principaux de certaines pédales d'effet pour guitare électrique, en particulier les fuzz, pour leur sonorité supposée particulière et qui serait appréciée des amateurs de sons « années 1960 ». Aujourd'hui, il est plus utilisé dans le domaine des hautes fréquences, pour la réalisation de diodes à faible chute (0,3 V environ, application en détection) du poste à diode et dans les cellules photovoltaïques multi-jonction pour utilisations spatiale et terrestre après concentration. On le trouve également à l'état d'alliage ou de multicouches avec le silicium (SiGe). À l'origine, les motivations de son dépôt en alternance avec le Si reposaient sur la possibilité de rendre la bande interdite du Si et du Ge directe (cette propriété étant importante pour les applications opto-électroniques). Cette technique est aussi utilisée pour introduire des contraintes qui améliorent la mobilité des porteurs dans les transistors à effet de champ. Les transistors SiGe sont des transistors bipolaires à hétérojonction qui sont couramment utilisés dans le domaine des hyperfréquences en amplification faibles signaux (facteur de bruit faible).

### Optique
Le germanium est utilisé pour la réalisation de composants optiques du fait de sa bonne transmission de 1,6 µm à 18 µm  dans l'infrarouge, par contre la matière n'est pas transparente dans le spectre visible. Ayant un indice de réfraction élevé de 4  les lentilles en germanium permettent une ouverture numérique élevée. La structure du germanium ne peut être détruite par le rayonnement neutronique, comme pour l'acier. Par contre, l'irradiation aux neutrons rapides introduit des défauts ponctuels qui recuisent vers 200 °C. En outre les qualités optiques du germanium se détériorent dès 100 °C et sont inutilisables aux hautes températures. Les composants optiques en germanium sont couramment renforcés sur leur surface extérieure avec un traitement DLC (Diamond Like Carbon) créant une couche de protection cristalline à base de carbone ayant une dureté proche de celle du diamant.

### Présence alimentaire
La FNCLCC rappelle pour sa part que « […] le germanium a des effets toxiques graves sur les nerfs et surtout les reins, certains ayant entraîné la mort par insuffisance rénale. C’est donc un produit inactif et toxique. »
Il est principalement contenu dans l'ail (754 mg kg−1), les grosses racines de ginseng de Corée (jusqu'à 4 000 mg kg−1), les champignons du genre Ganoderma (Ling Shing) qui en contiennent jusqu'à 2,5 mg kg−1, l'algue Chlorella et dans la boisson traditionnelle kombucha.